# Lindig (Gerstungen)
Der Berg Lindig ist eine 247,2 m ü. NHN hohe Erhebung und befindet sich in der Gemarkung der Gemeinde Gerstungen im Wartburgkreis in Thüringen.
Der Name erinnert an eine ehemalige Lindengruppe, die in Gipfellage den Hirten als Schattenspender diente.
Der Berg wurde bereits in der Jungsteinzeit besiedelt, ein kleiner Teil der zahlreichen Bodenfunde befindet sich in der Dauerausstellung des Werratalmuseum Gerstungen.
Im Mittelalter wurde der Berg durch die Anlage von Ackerterrassen noch intensiver landwirtschaftlich genutzt.
Auch heute erstrecken sich auf der Süd- und Ostseite Ackerflächen und Wiesen bis in die Gipfellage. Auf der Nordseite des Berges befindet sich das Flächennaturdenkmal Wacholderheide. Der Vietstrauchbach fließt nördlich und östlich um den Berg Lindig, der Seeligbach fließt südlich vorbei.